# Teli ka Mandir

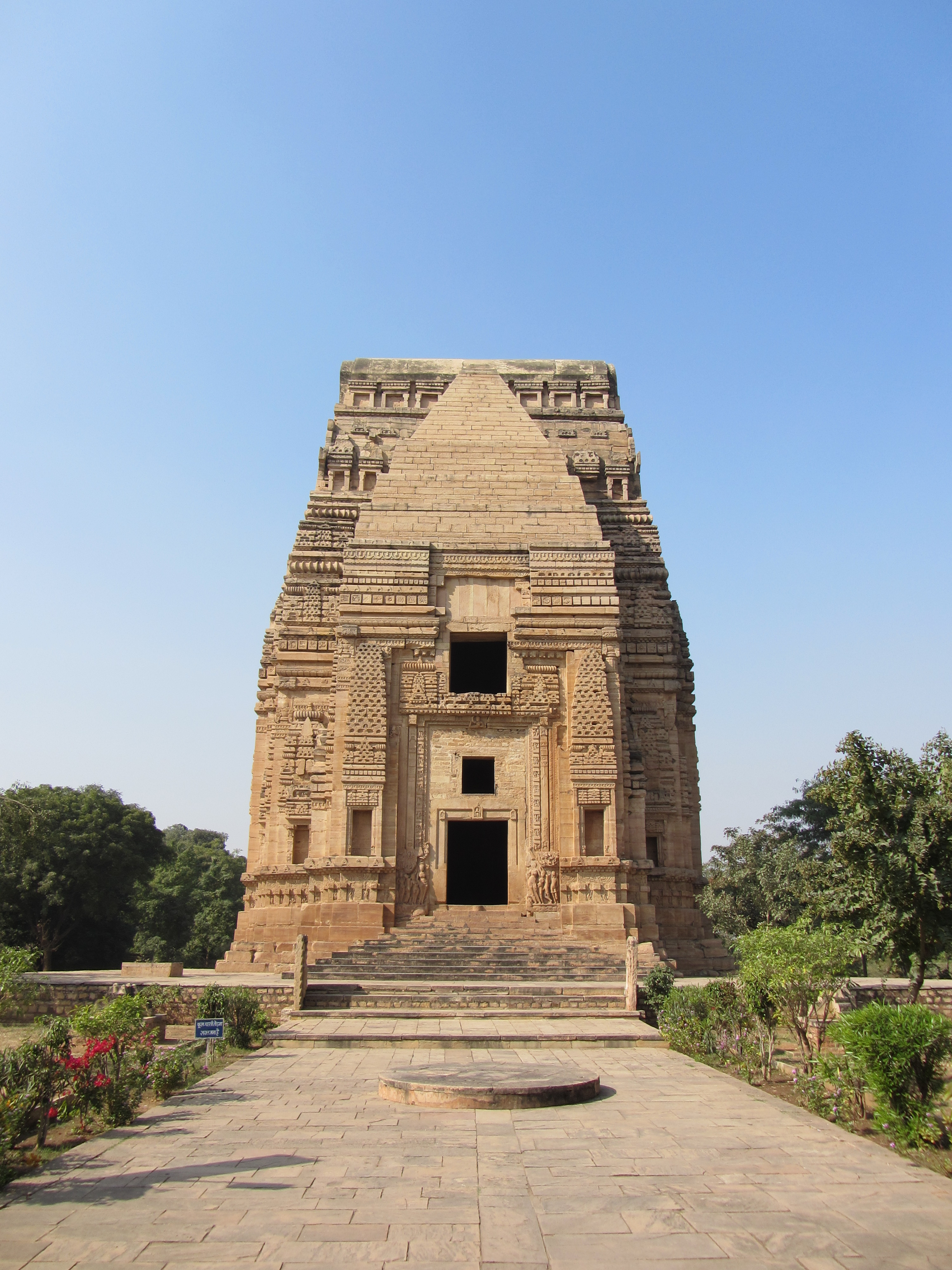
Vista frontal del Teli Ka Mandir, en la fortaleza de Gwalior

Teli ka Mandir es un templo en la India que fue construido en el siglo VIII. Está situado en la fortaleza de Gwalior de la homónima ciudad de Gwalior, en el estado de Madhya Pradesh. Es importante en la historia de la arquitectura en India pues reúne el estilo arquitectónico del Norte y del Sur. Tan sólo se conoce otro templo de arquitectura similar en Naresar, no muy lejos de Gwalior, pero no tiene las dimensiones ni la presencia del Teli ka Mandir.
Su nombre quiere decir "el templo de Teli", donde "Mandir" significa templo, "ka" significa "de" y "Teli" indicaría que tiene que ver con el aceite.[cita requerida] Hay varias leyendas que enriquecen el misterio de este templo singular. La novelista Stella Dupuis escribió sobre el tema en su novela Teli ka Mandir.